# Santa Marina
Santa Marina  község (comune) Olaszország Campania régiójában, Salerno megyében.

## Fekvése
A megye déli részén fekszik. Határai: Ispani, Morigerati, San Giovanni a Piro, Torre Orsaia, Tortorella és Vibonati.

## Története
A települést valószínűleg az ókori Buxentum lakosai alapították. A 19. században elején, amikor a Nápolyi Királyságban felszámolták a feudalizmust, Ispanival közösen Policastro del Golfo néven alkotott községet. 1928 és 1946 között nevét Capitellóra változtatták. Ispani és Santa Marina 1946-ban váltak szét.

## Népessége
A népesség számának alakulása:

## Főbb látnivalói
- Santa Marina-templom
- San Rocco-templom
- Santa Maria Assunta-katedrális